# Dejvid Bruster
Ser Dejvid Bruster    FSA (škot.)   (11. decembar 1781 – 10. februar 1868) bio je škotski naučnik, izumitelj, autor, i akademski administrator. U nauci on je prvenstveno zapamćen po svom eksperimentalnom radu u polju fizičke optike, sa naglaskom na izučavanju polarizacije svetlosti, i po otkriću Brusterovog ugla. On je proučavao birefringenciju kristala pod pritiskom i otkrio fotoplastičnost, čime je začeo polje optičke mineralogije. Zbog njegovih doprinosa, Vilijam Vevel ga je nazvao „ocem moderne eksperimentalne optike” i „Johanom Keplerom optike.”
Kao pionir fotografije, Bruster je izumeo poboljšani stereoskop, koji je on nazivao „lentikularnim stereoskopom” i koji je postao prvi prenosni uređaj za 3D gledanje. On je isto tako izumeo binokularnu kameru, dva tipa polarimetra, polizonska sočiva, svetionički iluminator, i kaleidoskop.
Bruster je bio prezviterijanac i hodao je ruku pod ruku sa svojim bratom na prekidnoj procesiji kojom je formirana Slobodna crkva Škotske. Kao istoričar nauke, Bruster je stavljao fokus na život i rad svog heroja, Isaka Njutna. Bruster je objavio detaljnu Njutnovu biografiju 1831. godine i kasnije je postao prvi naučni istoričar koji je pregledao mnoge dokumente u Njutnovoj kolekciji manuskripata. Bruster je isto tako napisao brojne radove popularne nauke, i bio je jedan od osnivača Britanske naučne asocijacije, čiji je bio predsednik 1849. godine. On je postao javno lice visokog obrazovanja u Škotskoj, služeći kao dekan Univerziteta u Sent Andrusu (1837–59) i kasnije Univerziteta u Edinburgu (1859–68). Bruster je isto tako bio urednik Edinburške enciklopedije sa 18 tomova.

## Život
Dejvid Bruster je rođen u Kanongejtu u Džedbergu, Roksburgšir, u porodici Margaret Ki (1753–1790) i Džejmsa Brustera (oko 1735–1815), rektora Džedburške gimnazije i učitelja visokog ugleda. Dejvid je bio treće od šestoro dece, dve ćerke i četiri sina: Džejms (1777–1847), sveštenik u Krejgu, Feriden; David; Džordž (1784–1855), sveštenik u Skuniju, Fife; i Patrik (1788–1859), sveštenik u opatijskoj crkvi, Pejsli.
Sa 12 godina, Dejvid Bruster je maturirao na Univerzitetu u Edinburgu sa namerom da postane sveštenik. Magistrirao je 1800. godine, bio je licenciran kao sveštenik Crkve Škotske, a zatim je u nekoliko navrata propovedao po Edinburgu. Do tada je Bruster već pokazao snažnu sklonost prirodnim naukama i uspostavio je blisku vezu sa Džejmsom Vejčem iz Inčbonija. Vejč, koji je uživao reputaciju lokalnog čoveka nauke i bio je posebno vešt u pravljenju teleskopa, ser Valter Skot ga je okarakterisao kao „samoukog filozofa, astronoma i matematičara“.

## Brusterov zakon
Dejvid Bruster je ispitivanjem dokazao da od nepolarizovanog talasa svetlosti refleksijom na prozirnom sredstvu nastaje polarizovani talas samo onda, kad je ugao između reflektovanog (polarizovanog) i prelomljenog zraka prav ugao, to jest kada je:
{\displaystyle \alpha +\beta =90^{\circ }}
Budući da je indeks loma n:
{\displaystyle n={\frac {\sin \alpha }{\sin \beta }}}
a iz prvog izraza izlazi:
{\displaystyle \beta =90^{\circ }-\alpha }
to je:
{\displaystyle n={\frac {\sin \alpha }{\sin(90^{\circ }-\alpha )}}={\frac {\sin \alpha }{\cos \alpha }}}
ili:
{\displaystyle n=\tan \alpha }
Prema tome Brusterov zakon glasi: Ako je tangens ugla upadanja nepolarizovanog zraka na neko prozirno sredstvo jednak indeksu loma toga sredstva, onda je reflektovani zrak potpuno (totalno) polarizovan.
Kako je indeks loma stakla n = 1,53 to iz jednačine n = tg α izlazi da je ugao totalne polarizacije za staklo α ≈ 57°. Reflektovana svetlost je polarizovana i kod drugih upadnih uglova, ali samo delimično. Refleksijom na vodi nastaje potpuna polarizacija kada je tg α = 4/3, odnosno α ≈ 53°. Upadni ugao α, za koji je odbijeni (reflektovani) zrak potpuno (totalno) polarizovan zove se ugao potpune polarizacije. Oscilovanje polarizovanog zraka, koji se odbije refleksijom nepolarizovane svetlosti je normalno na ravan upadanja.

## Kaleidoskop
Kaleidoskop (eng. kaleidoscope, od grč. εἶδος: slika) optička je naprava, cev duž koje su postavljena najčešće tri pravougaona ogledala, međusobno nagnuta pod oštrim uglom, obično od 60° ili 72°. Na jednoj je strani cevi otvor za posmatračevo oko, a na drugoj prozirna komorica u kojoj se nalaze šarena stakalca ili neki drugi sitni pomični predmeti. Kako se cev vrti (rotira), sitni predmeti na njenom kraju menjaju položaje, a višestrukom refleksijom nastaje niz centralnosimetričnih figura, koje čine vrlo lepe slike. Izumeo ga je i patentirao Dejvid Bruster 1817. godine.

## Literatura
- Wylie, James Aitken (1881). Disruption worthies : a memorial of 1843, with an historical sketch of the free church of Scotland from 1843 down to the present time. Edinburgh: T. C. Jack. стр. 59—64. Приступљено 18. 8. 2018.
- Gordon, Margaret Maria (1881). The home life of sir David Brewster. D. Douglas. стр. 221—236. Приступљено 18. 9. 2011. Downloadable archive copy
- Brewster, David (1854). The Creed of the Philosopher and the Hope of the Christian.. Murray (reissued by Cambridge University Press. 2009.  978-1-108-00416-9.)
- Brewster, Sir David (1858). The kaleidoscope, its history, theory and construction with its application to the fine and useful arts. J. Murray. Приступљено 18. 9. 2011. PDF copy
- "The Home Life of Sir David Brewster" (1869). Written by his daughter Margaret Maria Gordon.
- Andersson, L. E.; Whitaker, E. A. (1982). NASA Catalogue of Lunar Nomenclature. NASA RP-1097.
- Bussey, B.; Spudis, P. (2004). The Clementine Atlas of the Moon. New York: Cambridge University Press. ISBN 978-0-521-81528-4.
- Cocks, Elijah E.; Cocks, Josiah C. (1995). Who's Who on the Moon: A Biographical Dictionary of Lunar Nomenclature. Tudor Publishers. ISBN 978-0-936389-27-1.
- McDowell, Jonathan (15. 7. 2007). „Lunar Nomenclature”. Jonathan's Space Report. Архивирано из оригинала 08. 02. 2012. г. Приступљено 2007-10-24.
- Menzel, D. H.; Minnaert, M.; Levin, B.; Dollfus, A.; Bell, B. (1971). „Report on Lunar Nomenclature by the Working Group of Commission 17 of the IAU”. Space Science Reviews. 12 (2): 136—186. Bibcode:1971SSRv...12..136M. S2CID 122125855. doi:10.1007/BF00171763.
- Moore, Patrick (2001). On the Moon. Sterling Publishing Co. ISBN 978-0-304-35469-6.
- Price, Fred W. (1988). The Moon Observer's Handbook. Cambridge University Press. ISBN 978-0-521-33500-3.
- Rükl, Antonín (1990). Atlas of the Moon. Kalmbach Books. ISBN 978-0-913135-17-4.
- Webb, Rev. T. W. (1962). Celestial Objects for Common Telescopes (6th revised изд.). Dover. ISBN 978-0-486-20917-3.
- Whitaker, Ewen A. (1999). Mapping and Naming the Moon. Cambridge University Press. ISBN 978-0-521-62248-6.
- Wlasuk, Peter T. (2000). Observing the Moon. Springer. ISBN 978-1-85233-193-1.

## Spoljašnje veze
- David Brewster на сајту Пројекат Гутенберг (језик: енглески)
- Dejvid Bruster на сајту Internet Archive (језик: енглески)
- Dejvid Bruster на сајту LibriVox (језик: енглески)